# 비사야어군
비사야어군(Visayan languages)은 타갈로그어, 비콜어와 함께 중앙필리핀어군에 속하는 어군이다. 대부분의 비사야어들은 비사야 지방에서 말해지지만, 마스바테를 중심으로 한 비콜 지방에서도, 롬블론을 구성하는 루손 남부 지역의 섬들, 민다나오의 대부분의 지역에서, 민다나오 남서쪽에 위치한 술루 지방에서도 사용된다. 메트로 마닐라의 일부 주민들도 비사야어를 말한다.
30개 이상의 언어가 비사야어군을 형성한다. 가장 화자가 많은 비사야어는 중부, 동부, 서부 비사야 지방 및 민다나오 섬의 대부분 지역에서 2000만 명의 원어민이 있는 세부아노 어이다. 힐리가이논어는 서부 비사야 지역과 코타바토 지역에서 7백만명 이상이 사용하며, 와라이어는 동부 비사야 지방에서 3백만 명 이상이 사용한다.

## 명명법
비사야어군의 원어민 화자, 특히 세부아노족, 힐리가이논족, 와라이족들은 그들의 언어를 고유의 이름으로 부를 뿐만 아니라, 비사야어를 뜻하는 ‘비사야’ 또는 ‘비니사야’라고도 부른다. 따라서 상호 의사소통이 되지 않는 여러 언어들이 모두 ‘비사야’로 불림에 따라 혼란이 생길 수 있다. 그러나, 비사야 지역 외부에서 원어로 사용되고 있는 비사야어군 언어는 ‘비사야’ 또는 ‘비니사야’라는 이름으로 불리지 않는다. 부투아논어, 수리가오논어, 마스바테뇨어 화자에게, 비사야라는 용어는 보통 세부아노어를 말하는 것이다. 타우수그족이 대부분 무슬림이기 때문에, 그들은 비사야를 기독교 필리피노를 의미하는 종교적인 용어로 본다. (대체로 가까운 세부아노족이나 힐리가이논족을 가리킨다.)

## 내부 분류
데이비드 조크는 비사야어군에 대해 다음과 같은 내부 분류를 했다.(Zorc 1977:32). 주요 다섯 갈래는 남부, 세부, 중부, 반톤, 그리고 서부이다. 그러나 조크는 비사야어군이 쉽게 구분할 수 있는 언어들의 모임이라기보다는 방언연속체에 더 가깝다고 지적했다. 남부 비사야어군이 가장 먼저 분화하였고 세부어군이 그 다음, 그 뒤 나머지 세 갈래의 분화가 일어났다. 롬블론 지방은 비사야어군의 주요 세 개 갈래와 더불어 현지의 롬블로마논어와 반톤어가 쓰이고 있기 때문에 비사야 지역 안에서 언어적 다양성이 가장 큰 지역이다.
아래와 같이 총 36개의 언어가 비사야어군에 속한다.
- 비사야어군
  - 1. 남부 (민다나오 동부 해안지역)
    - 부투안-타우수그
      - 타우수그어
      - 부투아논어

    - 수리가오
      - 수리가오논어
      - 탄다가논어

  - 2. 세부 (세부, 보홀, 시키호르, 중부 비사야, 서부 레이테, 북부 민다나오, 동부 네그로스)
    - 세부
      - 세부아노어
        - 보홀라노 방언

  - 3. 중부 (비사야 지방 전역)
    - 와라이
      - 와라이어
      - 바이바이아논어
      - 카발리안어

    - 주변
      - 힐리가이논어 (또는 일롱고어)
      - 반타야논어
      - 카피스논어
      - 포로하논어
      - 마스바테·소르소곤어
        - 마스바테어
        - 중앙소르소곤어 (또는 마스바테 소르소곤어)

    - 롬블론 (지방명과 동일)
      - 롬블로마논어

  - 4. 아시 (롬블론 지방 북서부)
    -       - 아시어

  - 5. 서부
    - 아클란 (파나이 북부)
      - 아클라논어
      - 말라이논어

    - 카라이
      - 카라이아어  (파나이)

    - 중북부 (타블라스 섬과 민다나오 남단)
      - 이논한어 (키나라이야어와 관련된 언어)

    - 쿠요 (파나이 서부 군도, 롬블론, 민다나오 남단)
      - 라타그논어
      - 쿠요논어

    - 칼루야논
      - 칼루야논어

권역어인 에스카얀어는 문법적으로 비사야어군이지만, 어휘는 비사야어군, 나아가 필리핀어군과 관련이 없다.

## 같이 보기
- 비사야족